# Championnat du monde des voitures de sport 1974
1973 1975
Le Championnat du monde des voitures de sport 1974 est la 22e saison du Championnat du monde des voitures de sport (WSC) FIA. Il est ouvert aux voitures Sport pour la catégorie S et aux Grand Tourisme pour la catégorie GT. Ce championnat s'est couru du 25 avril 1974 au 9 novembre 1974, comprenant dix courses.

## Calendrier
| Manche | Course                   | Circuit                      | Participants | Date          |
| ------ | ------------------------ | ---------------------------- | ------------ | ------------- |
| 1      | 1 000 km de Monza        | Autodromo Nazionale di Monza | 39           | 25 avril      |
| 2      | 1 000 km de Spa          | Circuit de Spa-Francorchamps | 28           | 5 mai         |
| 3      | 1 000 km du Nürburgring  | Nürburgring                  | 52           | 19 mai        |
| 4      | 1 000 km d'Imola         | Autodromo Dino Ferrari       | 38           | 2 juin        |
| 5      | 24 Heures du Mans        | Le Mans                      | 49           | 15 au 16 juin |
| 6      | 1 000 km de Zeltweg      | Österreichring               | 36           | 30 juin       |
| 7      | 6 Heures de Watkins Glen | Watkins Glen International   | 29           | 13 juillet    |
| 8      | 1 000 km du Castellet    | Circuit Paul-Ricard          | 39           | 15 août       |
| 9      | 1 000 km de Brands Hatch | Brands Hatch                 | 35           | 29 septembre  |
| 10     | 6 Heures de Kyalami      | Kyalami                      | 26           | 9 novembre    |

## Résultats de la saison

### Attribution des points
Les points sont distribués aux dix premiers de chaque course dans l'ordre de 20-15-12-10-8-6-4-3-2-1 points.
Les constructeurs ne reçoivent les points que de leur voiture la mieux classée, les autres voitures du même constructeur ne marquant aucun point.

### Courses
| Manche | Circuit           | Équipe vainqueur Sports-Prototype       | Équipe vainqueur GT                             | Résultats |
| Manche | Circuit           | Pilote vainqueur Sports-Prototype       | Pilote vainqueur GT                             | Résultats |
| ------ | ----------------- | --------------------------------------- | ----------------------------------------------- | --------- |
| 1      | Monza             | #3 Autodelta SpA                        | #87 Gelo Racing                                 | Résultats |
| 1      | Monza             | Mario Andretti Arturo Merzario          | John Fitzpatrick Georg Loos Jürgen Neuhaus      | Résultats |
| 2      | Spa-Francorchamps | #4 Équipe Gitanes                       | #53 Gelo Racing                                 | Résultats |
| 2      | Spa-Francorchamps | Jean-Pierre Jarier Jacky Ickx           | John Fitzpatrick Jürgen Barth                   | Résultats |
| 3      | Nürburgring       | #1 Équipe Gitanes                       | #45 Gelo Racing                                 | Résultats |
| 3      | Nürburgring       | Jean-Pierre Jarier Jean-Pierre Beltoise | John Fitzpatrick Jürgen Barth                   | Résultats |
| 4      | Imola             | #2 Équipe Gitanes                       | #152 Porsche Kremer Racing                      | Résultats |
| 4      | Imola             | Henri Pescarolo Gérard Larrousse        | Hans Heyer Paul Keller                          | Résultats |
| 5      | Le Mans           | #7 Équipe Gitanes                       | #71 Raymond Touroul                             | Résultats |
| 5      | Le Mans           | Henri Pescarolo Gérard Larrousse        | Cyril Grandet Dominique Bardini                 | Résultats |
| 6      | Österreichring    | #5 Équipe Gitanes                       | #33 Porsche Kremer Racing                       | Résultats |
| 6      | Österreichring    | Henri Pescarolo Gérard Larrousse        | Hans Heyer Erwin Kremer (de) Paul Keller        | Résultats |
| 7      | Watkins Glen      | #1 Équipe Gitanes                       | #59 Brumos Porsche                              | Résultats |
| 7      | Watkins Glen      | Jean-Pierre Jarier Jean-Pierre Beltoise | Hurley Haywood Peter Gregg                      | Résultats |
| 8      | Le Castellet      | #1 Équipe Gitanes                       | #57 Gelo Racing                                 | Résultats |
| 8      | Le Castellet      | Jean-Pierre Jarier Jean-Pierre Beltoise | Rolf Stommelen Tim Schenken                     | Résultats |
| 9      | Brands Hatch      | #1 Équipe Gitanes                       | #55 Gelo Racing                                 | Résultats |
| 9      | Brands Hatch      | Jean-Pierre Jarier Jean-Pierre Beltoise | John Fitzpatrick Toine Hezemans Manfred Schurti | Résultats |
| 10     | Kyalami           | #2 Équipe Gitanes                       | #20 Gelo Racing                                 | Résultats |
| 10     | Kyalami           | Henri Pescarolo Gérard Larrousse        | John Fitzpatrick Rolf Stommelen Tim Schenken    | Résultats |

### Championnat du monde des constructeurs
Il y a deux classements, un premier pour toutes les catégories et un deuxième pour la catégorie GT uniquement.
Les voitures qui participent aux courses et qui ne font pas partie des catégories S (Sport) ou GT (Grand Tourisme) ne sont pas inscrites au championnat. Seuls les sept meilleurs résultats sont pris en compte dans le classement. Les autres points ne sont pas comptabilisés et sont indiqués en italique.

#### Classement toutes catégories
| Pos | Constructeur   | 1  | 2  | 3  | 4  | 5  | 6  | 7  | 8  | 9  | 10 | Total |
| --- | -------------- | -- | -- | -- | -- | -- | -- | -- | -- | -- | -- | ----- |
| 1   | Matra Simca    |    | 20 | 20 | 20 | 20 | 20 | 20 | 20 | 20 | 20 | 140   |
| 2   | Mirage         | 10 | 15 | 10 |    | 10 | 10 |    | 12 | 12 | 12 | 79    |
| 3   | Porsche        | 8  | 12 | 6  | 8  | 15 | 6  | 15 | 10 | 8  | 6  | 76    |
| 4   | Alfa Romeo     | 20 |    | 15 | 15 |    | 15 |    |    |    |    | 65    |
| 5   | Chevron        | 1  |    | 3  | 2  |    | 4  |    |    | 10 | 10 | 30    |
| 6   | Ligier         | 3  |    |    |    | 3  |    |    | 6  |    |    | 12    |
| 7   | Lola           | 6  |    |    |    |    |    |    |    | 1  | 3  | 10    |
| 8   | Ferrari        |    |    |    |    | 8  |    |    |    |    |    | 8     |
| 9   | March          |    |    |    |    |    |    |    |    | 3  |    | 3     |
| 10= | Alpine Renault |    |    | 1  |    |    |    |    |    |    |    | 1     |
| 10= | AMS            |    |    |    | 1  |    |    |    |    |    |    | 1     |
| 10= | Écosse         |    |    |    |    |    |    |    |    |    | 1  | 1     |

#### Classement catégorie GT
| Pos | Constructeur | 1  | 2  | 3  | 4  | 5  | 6  | 7  | 8  | 9  | 10 | Total |
| --- | ------------ | -- | -- | -- | -- | -- | -- | -- | -- | -- | -- | ----- |
| 1   | Porsche      | 20 | 20 | 20 | 20 | 12 | 20 | 20 | 20 | 20 | 20 | 140   |
| 2   | Ferrari      |    |    |    |    | 20 |    |    |    |    |    | 20    |
| 3   | De Tomaso    |    |    |    | 10 |    |    |    |    |    |    | 10    |
| 4   | Chevrolet    |    |    |    |    | 1  |    | 6  | 1  |    |    | 8     |